# اساسینز کرید ۴: پرچم سیاه
اساسینز کرید ۴: پرچم سیاه (به انگلیسی: Assassin's Creed IV: Black Flag) یک بازی ویدئویی جهان باز در سبک اکشن-ماجراجویی، مخفی‌کاری است که توسط استودیوی یوبی‌سافت مونترآل توسعه یافته و به‌وسیلهٔ یوبی‌سافت منتشر شده است. عرضه جهانی این بازی برای سه کنسول بازی پلی‌استیشن ۳، ایکس‌باکس ۳۶۰ و وی یو، در ۲۹ اکتبر ۲۰۱۳ انجام پذیرفت. نسخه‌های ویژه پلی‌استیشن ۴ و ایکس‌باکس وان نیز به ترتیب در ۱۵ و ۲۲ نوامبر ۲۰۱۳ و سرانجام نسخه مایکروسافت ویندوز آن نیز در ۱۹ نوامبر ۲۰۱۳ منتشر شد. بازی همچنین در سپتامبر ۲۰۲۱، برای گوگل استادیا عرضه شد.
این بازی، نهمین عنوان منتشر شده از اساسینز کرید و همین‌طور ششمین شماره از سری اصلی بازی‌های اساسینز کرید است. رویدادهای این بازی در دوران طلایی دزدی دریایی رخ می‌دهد؛ جایی که ادوارد کن‌وی به عنوان یکی دیگر از شخصیت‌های خیالی خط خون الطائر بن لا أحد، در نقش یک اساسین ظاهر شده و این بار کارائیب ابتدای قرن هفدهم را به عنوان قسمتی دیگر از تاریخ، بازگویی می‌کند. شخصیت اصلی بازی پدر بزرگ کانر کنوی خواهد بود.
دوره طلایی دزدان دریایی کارائیب، یکی از دوران‌های مهم و سرنوشت‌ساز در تاریخ بشر است. این دوره شامل کشف ثروت‌های مادی و معنوی بسیاری در جهان جدید بود که از قاره جدید به مقصد اروپا و کشورهای قدرتمند آن انتقال می‌یافت. در این میان، کارائیب به عنوان گلوگاه اصلی این مسیر، شاهد ظهور دزدان و راهزنان دریایی شد که برای یک دوره نسبتاً طولانی، از طریق قدرت‌های نظامی و مالی کسب شده، در این منطقه جهان در قامت قدرتی شکست‌ناپذیر پدیدار شدند. اساسینز کرید ۴: پرچم سیاه، بازگویی این تاریخ از طریق دنبال کردن داستان شخصیتی خیالی به نام ادوارد کن‌وی است.
داستان این بازی رایانه‌ای در حالت تک‌نفره پیگیری می‌شود اما دارای بخش چندنفره نیز هست. زاویه دوربین به صورت سوم شخص بوده و در روند مثبت بهبودی گیم‌پلی این سری قرار دارد.
اساسینز کرید ۴، با نقدهای بسیار مثبتی در زمینه گیم‌پلی، گرافیک، داستان، نبردهای دریایی کشتی‌ها و … مواجه شد به صورتی که برنده چندین جایزه بزرگ از جشنواره‌های جهانی، از جمله جایزه جایزه اسپایک ۲۰۱۳ برای بهترین بازی اکشن-ماجراجویی سال شد.
بازی متفاوت‌ترین گیم پلی را نسبت به سری اساسینز کرید دارد.

## روند بازی
اساسینز کرید ۴: پرچم سیاه، همانند دیگر بازی‌های این سری در سبک اکشن-ماجراجویی و مخفی‌کاری در دنیای باز است که به صورت زاویه دید سوم شخص قابل انجام است. بازیباز کنترل شخصیت ادوارد کن‌وی را برعهده دارد. ادوارد از نوادگان الطائر ابن لا احد و یک اساسین است. او همچون دیگر اجدادش به بهترین شکل از توانایی‌های خود استفاده می‌کند. بازیباز از طریق او، می‌تواند در دنیایی با نقشه‌های بزرگ به صورت آزادانه گردش نماید، از موانع طبیعی چون رودخانه، درخت، کوه و … عبور کند؛ بالا و پایین بپرد، شنا کند و خود را به هر مقصدی در این نقشه برساند. گرافیک، جزئیات و فیزیک به شکل گسترده و ویژه‌ای مورد توجه قرار گرفته است. این بازی بازگوکننده منطقه دریای کارائیب قرن هفدهم و جزایر واقع در آن است. در ادامه روند گیم‌پلی دریایی نسخه سوم، این بازی نیز دارای گیم‌پلی بخش دریایی بسیار گسترده و بزرگی است، به صورتی که گیم‌پلی قابل انجام در این بازی ۶۰درصد بر روی دریا و کشتی و ۴۰ درصد بر روی خشکی است. بازیباز، در کنار دنبال کردن مسیر اصلی داستان، می‌تواند به جمع‌آوری آیتم‌ها یا انجام مراحل فرعی بپردازد. انجام دادن مراحل اصلی بازی از طریق به اتمام رساندن مراحل مشخص شده در نقشه انجام می‌گیرد؛ البته در برخی موارد برای پیشبرد داستان اصلی بازی، نیاز به جمع‌آوری برخی آیتم‌ها، انجام برخی مراحل فرعی یا بروزرسانی وضعیت نیز هست. ادوارد برای انجام مراحل، بایستی دشمنان خود را از میان بردارد که این از طریق استفاده از سلاح‌های سرد و گرم عملی است.
این بازی در سه شهر بزرگ واقع در دریای کارائیب، هاوانا، کینگستون و ناسائو و جزایر و دریاهای اطراف آن رخ می‌دهد. این منطقه در قرن هفدهم شاهد اعمال قدرت امپراتوری اسپانیا، امپراتوری بریتانیا و دزدان دریایی بوده است. همچون نسخه سوم این سری، بازیباز توانایی شکار حیوانات را نیز دارد، افزون بر آن، ادوارد می‌تواند در دریا و آب نیز به شکار ماهی و حتی کوسه و نهنگ بپردازد. بخش‌هایی از بازی نیز در زمان حال رخ می‌دهد. روایت دوران کنونی، برخلاف دوران تاریخی به صورت زاویه دید اول شخص است. شخصیت روایتگر این بخش، یکی از کارمندان شرکت آبسترگو است که در دوره‌های زمانی خاصی از آنیموس خارج شده و می‌تواند در محیط شرکت آبسترگو گردش نماید؛ این بخش خود شامل انجام برخی مراحل و کارها است که در مجموع ۲۰ تا ۲۵ دقیقه به زمان احتیاج دارد. در مجموع این بخش در روند اصلی داستان بازی تأثیر ندارد و داستان اصلی بازی در دوره تاریخی روایت می‌شود. در دوره تاریخی، شخصیت ادوارد کن‌وی به عنوان یک دزد دریایی از آزادی عمل بسیار زیادی در گردش و جستجوی دنیای بازی برخوردار است. بازی دارای سه شهر اصلی است که در دریای کارائیب واقع شده‌اند و بازیباز می‌تواند همه محیط‌های خشکی و دریایی را درنوردد. حتی در دریا این قابلیت وجود دارد که در زمان حرکت، کشتی را متوقف کرده، از آن به دریا پریده و در زیر دریا نیز به جستجو و کنکاش پرداخت. این گونه جستجوها در محیط بازی، به منظور یافتن پول، جواهرات، آیتم‌های پیش‌نیاز برای بروزرسانی وضعیت، مانند چوب و پارچه و سایر آیتم‌های مشخص شده در نقشه بازی است. بازیباز با دراختیار داشتن این گونه منابع، می‌تواند وضعیت خود را بروزرسانی کند، سلاح‌ها و آیتم‌های جدید خریداری کند یا کشتی خود را ارتقا دهد.
این بازی شامل ۲۰ ساعت گیم‌پلی بخش اصلی داستانی و ۶۰ ساعت گیم‌پلی مربوط به جمع‌آوری، تکمیل مجموعه‌ها، به روز رسانی‌ها و مراحل فرعی است که در مجموع بیش از ۸۰ ساعت گیم‌پلی را در بر می‌گیرد.

## داستان
داستان اساسینز کرید ۴: پرچم سیاه، همانند شماره‌های قبلی این سری، در دو زمان روایت می‌گردد؛ نمایش زمان حال و نمایش یک دورهٔ تاریخی. پس از مرگ دزموند مایلز در پایان نسخه سوم این سری، شرکت آبسترگو با برداشت نمونه‌ای از بدن وی، به این قابلیت دست پیدا کرد تا بتواند از طریق حافظه ژنتیکی او، به مشاهده سرگذشت اجداد وی بپردازد. بازگویی دوره حال در این بازی در حقیقت بر عهده یکی از کارمندان شرکت آبسترگو است که از طریق آنیموس و بارگذاری نمونه ژنتیکی دسموند مایلز در آن، به مشاهده سرگذشت اجداد دسموند می‌پردازد. کارمند شرکت آبسترگو اینترتیمنتز، که به نام نمونهٔ شمارهٔ ۱۷ شناخته می‌شود، به منظور تهیهٔ اطلاعات برای فیلم‌های یا بازی‌های آیندهٔ این شرکت دست به این کار می‌زند اما در واقع آبسترگو ایندوستری قصد دارد مکان سیب‌های بهشتی تمدن نخستین را بیابد. بخش تاریخی این بازی، مشاهده رویدادهای پیش آمده برای ادوارد کن‌وی است. او یک دزد دریایی بود و در ابتدای قرن هفدهم و دوره طلایی دزدان دریایی می‌زیست و همانند دیگر اجداد دسموند، یک اساسین بود. در سال ۲۰۱۳، شرکت آبسترگو یک تحلیلگر تحقیقی استخدام می‌کند تا از طریق حافظهٔ ژنتیکی دزموند به اطلاعات ادوارد کنووی، سرباز نیروی دریایی بریتانیایی که سپس به دزد دریایی و پس از آن به یکی از اعضای حشاشین بدل شد، دست یابد.
ادوارد پس از اینکه به کشتی‌اش حمله می‌شود، خود را درون یک جزیرهٔ متروکه می‌یابد. کمی بعد او یکی از اعضای حشاشین را می‌بیند که به محض دیدن او به داخل جنگل فرار می‌کند. ادوارد او را دنبال کرده و در آخر به قتل می‌رساند. سپس در جیب مرد نامه‌ای پیدا می‌کند که برای شخصی به نام دانکن والپول فرستاده شده است و در آن لوریانو د تورس آیالا، فرماندار کوبا، وعده داده جایزه‌ای بزرگ در ازای نقشه‌هایی که در دست دارد به او می‌دهد. ادوارد لباس‌های او را بر تن می‌کند و پس از اینکه صدای شلیک می‌شنود به سمت صدا می‌رود. در آنجا چندین سرباز بریتانیایی می‌یابد که یک کشتی با خدمه را در اختیار دارند. ادوارد با کشتن سربازان، تاجری به نام استید بونت را آزاد کرده و بعد با او به سمت هاوانا حرکت می‌کند.
ادوارد وقتی به هاوانا می‌رسد نیز به طمع گرفتن جایزهٔ فرماندار به نقش والپول ادامه می‌دهد و با تورس و دوستانش دیدار می‌کند. در آنجا از وجود فرقهٔ تمپلار آگاه می‌گردد و می‌فهمد جایی وجود دارد که به آن رصدخانه می‌گویند و می‌توان با قرار دادن یک مکعب کریستالی حاوی خون (مکعب خونین) مکان هر فرد در کرهٔ زمین را پیدا کرد. افسانه‌های قدیمی می‌گویند که برای ورود به این رصدخانه به یک مکعب خونین و یک سیج (شکل انسان شدهٔ ایتا، خدای باستانی) نیاز است. بعد از این ادوارد وارد فرقهٔ تمپلار می‌گردد.
کمی بعد ادوارد دستور می‌یابد بارتولومئو روبرتز را که یک سیج است از اسکله به عمارت تورس برساند. در بین راه حشاشین برای فراری دادن سیج به آن‌ها حمله می‌کنند و موجب فرار بارتولومئو نیز می‌شوند اما ادوارد با حشاشین مبارزه می‌کند و سپس دوباره سیج را دستگیر می‌کند. کمی بعد ادوارد جایزهٔ وعده داده شده را می‌گیرد اما از مقداری که انتظار داشته کمتر است. ادوارد تصمیم می‌گیرد سیج را آزاد کرده و سپس اطلاعات بیشتری از رصدخانه به دست بیاورد تا برای او پول بیشتری به ارمغان بیاورد. به هر حال، زمانی که ادوارد پنهانی به عمارت تورس نگاه می‌کند سلول او را خالی و پوشیده از اجساد می‌یابد. ادوارد در حالی که مشغول گشتن سلول می‌شود متوجه می‌شود که قربانی حیلهٔ تمپلارها شده و آن‌ها پس از بی‌هوش کردن او، او را در یکی از کشتی‌های ناوگان گنجینهٔ اسپانیایی زندانی می‌کنند.
ادوارد وقتی چشمانش را باز می‌کند خود را در حالی می‌یابد که در کشتی به یک زندانی دیگر به نام ادیواله، زنجیر شده است. ادوارد به کمک ادیواله زندانیان کشتی را نجات می‌دهند. ادوارد پس از آن تصمیم می‌گیرد که یکی از کشتی‌ها را برای خودش نگه داشته و نامش را جک‌داو می‌گذارد و ادیواله را نیز سررشته‌دار خود تعیین می‌کند. پس از آن ادوارد به ناسائو رفته و با ادوارد تتچ و بنجامین هورنیگلد دیدار می‌کند و آن‌ها به او راه و رسم دزدی از کشتی‌ها را می‌آموزند. سپس او با جیمز کید به مزارع دستبرد می‌زند. بعد از آن ادوارد به همراه تتچ یک گالئون به دست می‌آورند تا از ناسائو دفاع کنند. آن‌ها کاپیتان کشتی، را می‌کشند و کشتی را برای دفاع ناسائو و جزیره‌هایش را برمی‌دارند.
در همین حال، یک تحلیل‌گر کامپیوترها، دوربین‌های حفاظتی و سرورهای اطراف مستقلات آبسترگو اینترتیمنت مونترآل را هک می‌کند تا اطلاعات محرمانهٔ آبسترگو را به حشاشین، و به ویژه ربکا کرین و شاون هستینگز برساند.
چند هفتهٔ بعد ادوارد به تولام سفر می‌کند تا با جیمز کید، که طبق گفتهٔ مرشدش، آه‌تابای، در مخفیگاه حشاشین منتظر اوست، دیدار نماید. ادوارد برای این که دریابد سیج بازگشته یا نه خرابه‌های تمدن مایا را زیر و رو می‌کند. پس از آن‌که رابرت شناسایی می‌شود، ادوارد و کید آن‌جا را ترک می‌کنند تا حشاشین و خدمهٔ ادوارد را که به دست تاجران برده اسیر شده‌اند، نجات دهند. پس از این آه‌تابای تقصیرهای ادوارد در کشتن افرادش در هاوانا نادیده می‌گیرد اما به هر حال او را از تولام می‌راند.
ادوارد نقشه می‌کشد که رابرت را بیابد و با طعمه قرار دادن تورس از او پول بگیرد. ادوارد به کینگستون می‌رود تا تورس و لاورنس پرینس را دنبال کند، به امید آن‌که ردی از سیج پیدا شود. در همین حال ادوارد، کید را می‌بیند که قصد به قتل رساندن آن دو نفر را دارد اما جلوی او را گرفته و فراری‌اش می‌دهد. ادوارد قول می‌دهد که خودش پرینس را بکشد. در همین حال کید سرپوشش را برداشته و لبانش را با خونش قرمز می‌کند و ادوارد متوجه می‌شود که او یک زن به نام ماری رید است. ادوارد پرینس را می‌یابد و می‌خواهد او را بکشد اما رابرت سر و کله‌اش پیدا شده و با گروگان گرفتن ماری اجازه می‌دهد بار دیگر سیج فرار نماید.
ادوارد در ناسائو رسیدن نیروی دریایی سلطنتی بریتانیا و در صدرشان وودز راجرز را مشاهده می‌کند. او به آنجا آمده تا پیشنهاد عفو پادشاه را برای دزدان دریایی بیاورد. هارنیگولد و مردانش نیز این پیشنهاد را می‌پذیرند. در همین حال در اطراف ناسائو موانعی در دریا گذاشته می‌شود تا از رفتن دزدان دریایی جلوگیری کنند. ادوارد می‌فهمد فرمانده پیتر چمبرلین قصد دارد کشتی‌های دزدان دریایی را در بندر ناسائو نابود کند، در نتیجه او را به قتل می‌رساند و همراه چارلز وین از آنجا می‌گریزد.
ادوارد برای ملاقات با تتچ به سمت شمال می‌رود. در همین حین آن‌ها با یکی از کشتی‌های نیروی دریایی سلطنتی بریتانیا رو به رو می‌شوند و در این درگیری تتچ کشته شده و ادوارد به سختی فرار می‌کند، امّا ادوارد متوجه می‌شود که می‌تواند سیج را در کشتی‌ای به نام شاهزاده بیابد. ادوارد و وین به دنبال یک کشتی تجارت برده می‌روند تا از آن دربارهٔ کشتی شاهزاده اطلاعاتی کسب کنند اما با خیانت جک رکهم در جزیره‌ای دورافتاده به نام جزیرهٔ پروویدنسیا حبس می‌شوند. در این جزیره چارلز وین عقلش را از دست می‌دهد و ادوارد مجبور می‌شود که او را خلع سلاح نماید. سپس ادوارد با رسیدن یک کشتی از آن جزیره نجات پیدا می‌کند و چارلز را در جزیره تنها می‌گذارد.
ادوارد به تعقیب رابرت ادامه می‌دهد و با کمک ادواله متوجه می‌شود که او به زودی به کینگستون می‌رود؛ جایی که فرماندار تورس نیز در آن‌جا به همراه هورنیگولد حضور دارد. ادوارد با استراق سمع می‌فهمد که هورنیگولد یک کشتی به جزیرهٔ پرنسیپ، جایی که رابرت آخرین بار در آنجا حضور داشته، فرستاده است. سپس با دیدن کشتی جک‌داو در بندرگاه، هورنیگولد استنباط می‌کند که ادوارد باید در تعقیب آن‌ها باشد. ادوارد که شرایط را اینگونه می‌بیند از مخفیگاهش خارج می‌شود تا هورنیگولد را برای خیانتش سرزنش کند اما توسط سربازان تورس محاصره می‌شود. ادوارد تنها راهی که دارد فرار کردن به جک‌داو است و پس از آن به سمت آفریقا رهسپار می‌شود.
ماه‌ها بعد ادوارد به پرنسیپ می‌رسد و خدمه و همراهان رابرت را کشته شده یا دستگیر شده توسط متحدان تمپلار هورنیگولد، جان کوکرام و جوزیا برجس می‌بیند. ادوارد به دنبال رابرت و دیگر افرادش می‌گردد. هنگامی که آن‌ها با هم رو به رو می‌شوند شروع به بحث و مجادله می‌کنند اما در نهایت قرار می‌گذارند که رابرت در ازای اینکه ادوارد خدمه‌اش را از اسارت آزاد کند، او را به رصد خانه می‌برد. ادوارد نیز این کار را انجام داده و در نهایت کوکرام و برجس را به قتل می‌رساند.
پس از آن رابرت می‌گوید که برای رسیدن به رصدخانه به مکعب خونین نیاز پیدا می‌کنند و آن‌ها با نزدیک شدن به یک ناوگان پرتغالی در یک کشتی آن‌ها نفوذ کرده و پرچمش را می‌دزدند. سپس با جک‌داو که پرچم ناوگان پرتغال را برافراشته دارد بدون مزاحمتی به کشتی جنگی مرد جنگ نزدیک شده و رابرت و ادوارد وارد آن می‌شوند و ادواله جک‌داو را هدایت می‌کند. رابرت و ادوارد می‌توانند کنترل کشتی را به دست بگیرند و مکعب خونین را می‌یابند. پس از آن ادوارد به جک‌داو برگشته و رابرت کشتی مرد جنگ را برداشته و نام بخت سلطنتی را بر آن می‌گذارد. ادوارد قرار است رابرت را دفعهٔ بعد در نزدیکی رصدخانه ملاقات نماید.
در سال ۱۷۱۹، ادوارد و رابرتز یکدیگر را در یوکاتان می‌بینند اما ادوارد به زودی می‌فهمد که هورنیگولد در تعقیب آن‌هاست. ادوارد ابتدا کشتی هورنیگولد را به گل می‌نشاند، طوری که هورنیگولد و خدمه‌اش مجبور می‌شوند در یکی از جزایر نزدیک لنگر بیندازند. سپس ادوارد آن‌ها را دنبال کرده و هورنیگولد را می‌کشد. سپس ادوارد نزد رابرت می‌رود تا با یکدیگر به رصدخانه بروند.
رابرت او را به یک جزیره که توسط نگهبانان بومی به شدت محافظ می‌شود، برده و او را جلو می‌اندازد تا این نگهبانان را از پیش رو برداشته و راه را باز کند. ادوارد پس از اینکه این کار را کرد به یک سازهٔ هندسی می‌رسد که رابرت آن را همان رصدخانهٔ مورد نظر می‌داند. پس از بازکردن در سازه رابرت تمام همراهانشان را می‌کشد و به ادوارد که از این اتفاق شوکه شده می‌گوید که احتمالاً آن‌ها توان دیدن چیزی که در ادامه می‌بینند را نداشتند. البته ادوارد نشان داده که آدم خاص و توانایی است.
رابرت در راه برای ادوارد توضیح می‌دهد که این رصدخانه چگونه کار می‌کند. با گذاشتن هر مکعب کریستالی که حاوی خون کسی باشد می‌توان وقایعی که در حال رخ دادن هست را از چشم صاحب خون دید. رابرت ابتدا مکعب حاوی خون جک راکهام را درون دستگاه می‌گذارد و آن‌ها می‌بینند که راکهام در حال استراق سمع از ماری کید است و کید نیز در تلاش است تا آن بانی را به فرقهٔ دزدان دریایی وارد نماید. سپس رابرت مکعب خونین حاوی خون وودز راجرز را وارد دستگاه می‌کند و آن‌ها می‌بینند که او در حال بحث کردن دربارهٔ رصدخانه با تورس است.
ادوارد به سرعت اهمیت رصدخانه برای تمپلارها را در می‌یابد. آن‌ها با این دستگاه‌ها می‌توانند با در دست داشتن خون هر کدام از دولتمردان انگلیسی، اسپانیایی یا فرانسوی از آن‌ها جاسوسی کنند و خواسته‌های خود را در پس پرده به عنوان حق‌السکوت از آن‌ها بخواهند. با این حال ادوارد بیشتر در فکر ثروتی است که می‌تواند با این دستگاه کسب کند. او به رابرت می‌گوید که می‌توانند با یکدیگر پادشاه دریاها شوند. با این حال رابرت که دیگری سودی از همراهی ادوارد نمی‌برد به او حمله کرده و او را داخل آب می‌اندازد.
ادوارد با سختی از غار خودش را نجات می‌دهد اما در این راه جراحت شدیدی برمی‌دارد و وقتی به رابرت و خدمه‌اش می‌رسد نمی‌تواند از خودش دفاع کند. رابرت با سرخوشی به او می‌گوید که جک‌داو فرار کرده است. سپس تصمیم می‌گیرد به خاطر جایزه‌ای که برای سر ادوارد تعیین شده او را به بریتانیایی‌ها تحویل بدهد.
در سال ۱۷۲۱، پس از مدت‌ها حبس، ادوارد شاهد محاکمهٔ ماری کید و آن بانی می‌باشد که در نهایت با اعلام اینکه باردارند می‌توانند از مجازات اعدام بگریزند. در همین حال تورس و راجرز به او نزدیک می‌شوند و پیشنهاد می‌دهند که آزادی‌اش را در ازای فاش کردن مکان رصدخانه به دست بیاورد و در غیر این صورت آن‌ها منتظر اعدامش می‌نشینند. ادوارد پیشنهاد آن‌ها را رد کرده و به قفس آویزانی که برای او ترتیب داده شده، بازمی‌گردد. چهار ماه بعد، آتابای که به پورت رویال آمده تا ماری و آن را نجات دهد، ادوارد را می‌رهاند و امنیت سفر او را در ازای کمک کردن برای آزادی ماری و آن تضمین می‌کند. پیشنهادی که ادوارد به سرعت می‌پذیرد.
ادوارد پس از دیدن راکهام بر دار و چارلز وین که در یک سلول در حال هذیان‌گویی است، به سلول ماری و آن رسیده و آن‌ها را نجات می‌دهد اما ماری در اثر زایمان غیربهداشتی در شرایط زندان به شدت بیمار است. با این حال ادوارد به او کمک می‌کند تا فرار کنند اما ماری نمی‌تواند تاب بیاورد. او از ادوارد می‌خواهد که از گذشته‌اش را جبران کند و زندگی‌اش در آینده را تغییر دهد. سپس در دستان ادوارد جان می‌دهد. ادوارد نیز بدن بی‌جان او را به ساحل می‌برد.
آتابای در ساحل به ادوارد می‌گوید که لباس حشاشینی که به تن می‌کرده مدت‌ها پیش از والپول پس گرفته شده است. سپس آتابای پیش از آنکه با آن و بدن ماری از ادوارد جدا شود، لباس را به ادوارد پس می‌دهد. در ادامه ادوارد در افسردگی فرومی‌رود و به نوشیدن بیش از حد رو می‌آورد. در توهم‌های کابوس‌واری که در مستی دارد، خود را در محاصرهٔ اشباح راجرز، رابرت، کارولاین، ماری و دیگران می‌بیند. راجرز و رابرت او را مسخره می‌کنند و کارولاین و ماری او را به خاطر شهوت ثروت و افتخار شخصی سرزنش می‌کنند. سپس ادوارد در حالی بیدار می‌شود که در حال خود نیست و ادواله کنار او ایستاده است. ادواله جک‌داو را برگردانده و از او می‌خواهد خودش کنترل کشتی را در راه تولام به دست بگیرد.
در تولام ادواله از خدمت به او استعفا می‌دهد و بیان می‌کند دیگر نمی‌خواهد هوای نفس خود را در پی ثروت دنبال کند بلکه به دلایلی ارزشمندتر از آن به حشاشین پیوسته است. ادوارد نیز گفتهٔ او را تصدیق می‌کند و می‌گوید که حال که ثروتمند شده است در این راه تمام چیزهایی که برایش اهمیت داشته را از دست داده است. سپس از آتابای می‌خواهد راهی پیش رویش بگذارد تا طبق وصیت واپسین ماری، گذشتهٔ ننگینش را جبران نماید.
تولام با اینکه به ادوارد اعتماد ندارد تصور می‌کند ماری در او چیزی دیده که چنین چیزی را از او خواسته و قبول می‌کند او را در گروهش راه دهد. کمی بعد اسپانیایی‌ها بار دیگر به تولام حمله کرده و حشاشین را محاصره می‌کنند. آتابای یک طناب‌دارت به ادوارد داده و سپس به کمک هم جنگل را از وجود اسپانیایی‌ها پاک می‌کنند. سپس ادوارد وارد کشتی آن‌ها شده و فرماندهٔ آن‌ها را می‌کشد.
پس از دفع حملهٔ اسپانیایی‌ها، ادوارد، آتابای و ادواله برای حرکت بعدی‌شان نقشه می‌کشند که حذف راجرز، رابرت و تورس است. در این میان ادوارد و آن که هر دو در فراق دوستشان ماری می‌سوزند به هم نزدیک می‌شوند و در نهایت از او می‌خواهد که به جای ادواله سررشته‌دار کشتی او شود و آن نیز مشتاقانه می‌پذیرد.
ادوارد برای پیدا کردن راجرز به کینگستون می‌رود. در آنجا آنتو، رهبر بارو به او پیشنهاد می‌کند در کسوت دیپلمات ایتالیایی به مهمانی بالماسکهٔ راجرز برود و ادوارد نیز این نقشه را می‌پذیرد و با به دام انداختن دیپلمات ایتالیایی لباسش را به دست می‌آورد. ادوارد وارد مهمانی راجرز وارد می‌شود و با نشستن روی یک نیمکت، هنگام رد شدن راجرز او را به دام انداخته و می‌کشد. راجرز پیش از مردن جای بارتولومئو رابرتز را در پرنسیپ لو می‌دهد.
ادوارد به تعقیب رابرتز به پرنسیپ می‌رود و در حالی که رابرتز به کشتی رویال فورچون سوار می‌شود، کشتی او را از کار انداخته و به آن وارد می‌شود. ادواردز و رابرتز با یکدیگر به مبارزه می‌پردازند و در نهایت رابرتز شکست می‌خورد. رابرتز پیش از مردن اشاره می‌کند که تنها آرزو داشته در معبد را باز کند و جونو را ببیند. در آخر نیز از ادوارد می‌خواهد جنازه‌اش را از بین ببرد تا نگذارد به دست تمپلارها بیفتد. ادوارد به واپسین خواستهٔ او احترام گذاشته و پس از برداشتن جمجمهٔ شیشه‌ای بدن او را به درون اقیانوس می‌اندازد.
ادوارد برای کشتن تورس به هاوانا می‌رود اما تورس که برای آمدن او آماده است شهر را در حالت آماده‌باش قرار داده است. ادوارد تورس را تا قلعهٔ شمال شهر تعقیب می‌کند. سپس وارد قلعه شده و او را به قتل می‌رساند اما با تعجب مشاهده می‌کند که مقتول تنها مبدل‌پوش تورس بوده و او به اشتباه او را کشته است. در همین حال ال‌تیبورون، محافظ و دست راست تورس به او حمله می‌کند و پس از یک مبارزهٔ طولانی ادوارد می‌تواند او را بکشد و از قلعه فرار کند. پس از این است که ادوارد پی می‌برد به احتمال قوی تورس به رصدخانه راه پیدا کرده است.
ادوارد بار دیگر به رصدخانه بازمی‌گردد و تورس را پیدا می‌کند و به او حمله می‌کند. هنگامی که رهبر بزرگ تمپلارها در حال مرگ است به ادوارد می‌گوید که مردی را بی‌دلیل کشته است اما ادوارد می‌گوید که کشتن او اصلاح اشتباهات گذشتهٔ خود است و جلوگیری از به کنترل درآوردن تمام انسان‌های کرهٔ زمین. در آخرین نفس تورس اعتراف می‌کند که به اعتقادات ادوارد احترام می‌گذارد. پس از مرگ تورس ادوارد نزد آتابای و آن بازمی‌گردد و جمجمهٔ شیشه‌ای را در جای خود می‌گذارند.
آتابای به ادوارد پیشنهاد می‌کند که به دنبال یافتن مکعب‌های خونین بگردند. ادوارد می‌پذیرد اما می‌گوید که ابتدا باید به خانه بازگردد و روابطش با همسرش، کارولاین را بهبود ببخشد. آتابای نامه‌ای که هفتهٔ پیش از انگلستان آمده را به ادوارد می‌دهد که در آن نوشته شده کارولاین دو سال پیش بر اثر غفلت پدرش از مرض آبله درگذشته است. همچنین در آن نوشته شده که ادوارد از او دختری به نام جنیفر اسکات دارد.

### گریهٔ آزادی
این بخش به صورت محتوای قابل دانلود ارائه شد و داستان مأموریت‌های ادواله در فرقهٔ حشاشین را بیست سال پس از وقایع پرچم سیاه شرح می‌دهد.
ادواله در حالی‌که فعالیت تمپلارها در دریای هند غربی را دنبال می‌کند، یک کشتی غرق شده را در ساحل هاییتی می‌بیند و همین او را به پورتو پرنس می‌کشاند. در آنجا می‌بیند که تمپلارها با مالک یک فاحشه‌خانهٔ محلی و هوادار مارون‌ها به نام باستین جوزف و هوادار مارون‌ها، یک فرقه که از بردگان آزاد شده ایجاد شده و توسط آگوستین دیفورت رهبری می‌شود، همکاری دارد. ادواله علی‌رغم تعهداتی که به حشاشین دارد از روی دلسوزی حاضر می‌شود تا با این فرقه همکاری کند و کشتی اکسپرتو کرد، که حامل بردگان است را بربایند.
در حین کار با باستین، ادواله یک توطئه که توسط فرماندار فرانسوی پورتو پرنس هدایت می‌شود را کشف می‌کند. فرماندار، پیر دفایت تصمیم دارد به یک سفر علمی مخفی برود تا انحنای زمین را اندازه بگیرد و اطلاعات جغرافیایی مورد نیاز را جمع‌آوری نماید، در حالی که قصد آن‌ها در واقع این است که با برتری دریایی پیشنهادهای بالاتری را به دست بیاورند. ادواله با جایگزین کردن بردگان بی‌سواد می‌تواند این سفر را خراب نماید.
وقتی ادواله نقشه‌ها و شورش‌هایش را علیه تجارت برده علنی می‌کند درون مجموعهٔ مارون‌ها بلوا به پا می‌شود. باستین اعتراض می‌کند و می‌گوید دفایت تنها کسانی که به در دام بردگی گرفتار می‌شوند را مجازات می‌کند. ادواله او را نادیده می‌گیرد اما هنگامی که می‌بیند یک ناوچه یک کشتی حمل برده بدون سلاح را به توپ می‌بندند تا نتوانند به مارون‌ها ملحق شوند، وحشت می‌کند. ادواله پیش از آن‌که به درون کشتی رفته
و تعدادی از بردگان را پیش از واژگونی کشتی نجات می‌دهد. ادواله تصمیم به مجازات کردن می‌گیرد اما باستین هشدار می‌دهد که انتقام می‌تواند مارون‌ها را تضعیف کند چون که اگر دفایت را بکشد باید اعمال دیگری را نیز به عنوان مأمور انجام عدالت انجام دهد. ادواله به عمارت اربابی دفایت حمله می‌کند و او را تا میانهٔ شهر دنبال می‌کند و در گوشه‌ای او را گیر انداخته و به قتل می‌رساند. دفایت پیش از مرگ ادعا می‌کند که بردگان قدرت مدیریت خودشان را ندارند و با یک جرقه می‌توانند شروع به شورش مسلحانه نمایند. ادواله نیز خاطرنشان می‌کند هیچ‌کدام از بردگان یا مأمورانش نمی‌آیند تا او را کمک کنند و می‌گذارند که کشته شود. ادواله پس از آن برای خداحافظی نزد باستین رفته و به او می‌گوید با وجود تعهداتش به حشاشین سعی می‌کند هر جای دیگری که مردم مظلومی را یافت که در تلاش برای آزادی‌اند، یاری‌شان نماید.
نویسندگان گریهٔ آزادی، جیل مورای، ملیسا مک‌کابری، هوگو جیارد و ویزلی پینکامب در شصت و هفتمین دورهٔ جوایز انجمن صنفی نویسندگان آمریکا نامزد کسب جایزهٔ بهترین بازی‌نامه و داستان شدند.

### شخصیت‌ها
شخصیت اصلی بازی یک دزد دریایی بریتانیایی به نام ادوارد کنوی (با صداپیشگی: مت رایان) است. که در عین حال عضوی از محفل اساسین‌ها می‌باشد. او پس از ترک همسر و خانواده‌اش برای بدست آوردن ثروت و شهرت راهی دریای کارائیب می‌شود. او ابتدا به عنوان یک ملوان در نیروی دریایی بریتانیا خدمت کرد اما پس از پایان جنگ میان امپراتوری‌های اروپایی، او و دوستانش بی‌کار شدند و به دزدان دریایی پیوستند. در بازی با دزدان دریایی مشهوری مانند «ریش سیاه»، بنجامین هورنیگولد، مری رید و آن بانی حضور خواهند داشت.

## بازخوردها
این بازی از سوی نقدها بازی «عموماً مطلوبی» مورد ارزیابی قرار گرفت؛ و در نوامبر ۲۰۱۳ مجلهٔ اینترنتی Hardcore Gamer این بازی را در بین برترین بازی‌های نسل هفتم قرار داد.
| گردآورنده | امتیاز                                                            |
| --------- | ----------------------------------------------------------------- |
| متاکریتیک | (PS3) ۸۸/۱۰۰ (WIIU) ۸۶/۱۰۰ (X360) ۸۶/۱۰۰ (PS4) ۸۳/۱۰۰ (PC) ۸۴/۱۰۰ |

| ناشر                    | امتیاز  |
| ----------------------- | ------- |
| سی‌وی‌جی                  | 9/10    |
| اج                      | 9/10    |
| الکترونیک گیمینگ مانثلی | 9.5/10  |
| یوروگیمر                | 9/10    |
| فامیتسو                 | 37/40   |
| گیم اینفورمر            | 8.25/10 |
| گیم‌اسپات                | 9/10    |
| جاینت بامب              | [ ۲۷ ]  |
| آی‌جی‌ان                  | 8.5/10  |
| اوپی‌ام (بریتانیا)       | 8/10    |
| اواکس‌ام (ایالات متحده)  | 9.0/10  |
| پی‌سی گیمر (بریتانیا)    | 90%     |
| The Escapist            | [ ۳۲ ]  |